# L'estranya parella (obra de teatre)
L'estranya parella (The Odd Couple en el seu títol original) és una obra de teatre del dramaturg estatunidenc Neil Simon, estrenada en 1965.

## Argument
Felix Unger és un home de mitjana edat, meticulós i obsessionat amb l'ordre i la neteja, que és expulsat de la llar familiar per la seva esposa. Davant aquesta situació a Felix no li queda una altra opció que recórrer a el seu amic Oscar Madison, perquè li permeti compartir el seu apartament. El problema arriba quan Felix descobreix que el caràcter d'Oscar és diametralment oposat al seu, perquè es tracta d'un tipus despreocupat i de la gresca. La convivència en absolut resultarà senzilla.

## Estrena
- Plymouth Theatre, Broadway, 10 de març de 1965.[1]
  - Direcció: Mike Nichols.
  - Intèrprets: Walter Matthau, substituït des de novembre de 1965 per Jack Klugman, i des de febrer de 1966 per Pat Hingle, (Oscar), Art Carney substituït des d'octubre de 1965 per Eddie Bracken (Felix), John Fiedler, Nathaniel Frey, Sidney Armus, Monica Evans, Carole Shelley.

## Altres representacions destacades
- Queen's Theatre, Londres, 1966.
  - Intèrprets: Jack Klugman (Oscar), Victor Spinetti (Felix), Ken Wayne, Matt Zimmerman, John Sterland, Rosemary Martin, Patricia Brake.

- Théâtre de la Renaissance, París, 1966.
  - Adaptació: Albert Husson
  - Adreça: Pierre Mondy.
  - Intèrprets: Pierre Mondy, Robert Dhéry, Jean Bretonnière, Francis Lax, Teddy Bilis, Michel Nastorg, Geneviève Kervine, Carole Grove.

- Los Angeles, Califòrnia, 1967.
  - Intèrprets: Ernest Borgnine (Oscar), Don Rickles (Felix), Loretta Swit.

- McMaster Shakespearean Players, 1970.
  - Intèrprets: Eugene Levy (Oscar), Martin Short (Felix), Dave Thomas (Murray).

- Glasgow, Escòcia, 1995
  - ¨Intèrprets: Craig Ferguson (Oscar), Gerard Kelly (Felix),

- Teatre Haymarket, Londres, 1996.
  - Intèrprets: Jack Klugman (Oscar), Tony Randall (Felix).[2]

- Geffen Playhouse, Los Angeles, 2002.
  - Nou títol: Oscar and Felix: A New look at the Odd Couple
  - Adaptació: Del mateix Neil Simon, incorporant referències a l'actualitat.[3]
  - Adreça: Peter Bonerz
  - Intèrprets: John Larroquette (Oscar), Joe Regalbuto (Felix) i Maria Conchita Alonso (Ynes).

- Brooks Atkinson Theatre, Broadway, 2005.[4][5]
  - Intèrprets: Nathan Lane (Oscar), Matthew Broderick (Felix).

- Cherry Lane Theatre, Off-Broadway, Nova York, 9 de gener de 2011. Lectura dramatitzada.[6]
  - Intèrprets:Ethan Hawke i Billy Crudup.

L'estranya parella s'ha representat a Catalunya en nombroses ocasions, la primera d'elles pocs mesos després de la seva estrena a Nova York. Poden esmentar-se les següents:
- Teatre Talía, Barcelona, 1970.[7]
  - Adaptació: Alfonso Passo.
  - Intèrprets: Francisco Piquer (Oscar), Rafael Alonso (Félix), Ricardo Canales, Carlos Ibarzábal, Jesús Molina, Vicente Sangiovanni.

- Teatre Borrás, Barcelona, 1994.[8]
  - Adaptació: Àngel Alonso.
  - Intèrprets: Paco Morán (Óscar), Joan Pera (Félix).

L'obra va obtenir quatre Premis Tony a la Millor obra, millor actor (Matthau) i millor director.

## Versió femenina
En 1985, Neil Simon va revisar The Odd Couple per adaptar-la a un repartiment femení. Es va titular The Female Odd Couple (L'estranya parella femenina) i es basava en la mateixa història i els mateixos personatges, rebatejats com Florence Unger i Olive Madison.
The Female Odd Couple es va estrenar en el Broadhurst Theatre de Broadway l'11 de juny de 1985 va estar interpretat per Sally Struthers i Rita Moreno com Florence (Felix) i Olive (Oscar), acompanyades per Lewis J. Stadlen i Tony Shalhoub.
Aquesta versió es va representar a Itàlia en 1986, amb Monica Vitti i Rosella Falk i en el Apollo Theatre de Londres en 2001, amb Paula Wilcox (Florence) i Jenny Seagrove (Olive). A més, es va reposar als Estats Units en 2000, en una versió que van interpretar Barbara Eden (Florence) i Rita McKenzie (Olive).
A Espanya es va estrenar en 2001, sota el títol d'Elles.  L'estranya parella, en versió de Diana Laffond, dirigida per Eusebio Lázaro i interpretada per Cristina Figueres i Fiorella Faltoyano.
En 1968 Gene Saks va dirigir la pel·lícula del mateix títol, en la qual Matthau va repetir personatge i Jack Lemon va interpretar a Felix.
Dos anys després, la cadena ABC va començar a emetre la sèrie, que es va mantenir en pantalla durant cinc anys i 114 episodis, amb Tony Randall (Felix) i Jack Klugman (Oscar).
Es va arribar a realitzar una versió de dibuixos animats (The Oddball Couple), emesa com a sèrie en 1975 amb un gos i un gat assumint els principals personatges.